# Daniel García (ministro)
Daniel García (Buenos Aires, 1925-2012) fue un contador público y ejecutivo argentino. Se desempeñó como ministro de Comercio de la Nación Argentina entre 1972 y 1973, en el gobierno de facto de Alejandro Agustín Lanusse.

## Biografía
Estudió contador público en la Facultad de Ciencias Económicas de la Universidad de Buenos Aires, especializándose luego en técnicas de comercialización y organización de empresas. También estudió en varios países latinoamericanos y europeos, además de Estados Unidos y Japón.
Desarrolló su carrera en el sector privado, desempeñando cargos directivos en diversas empresas pertenecientes al sector metalúrgico. También fue directivo de la Asociación de Industriales Metalúrgicos de la República Argentina (ADIMRA) y de la Unión Industrial Argentina (UIA).
En marzo de 1972 fue designado ministro de Comercio de la Nación por el presidente de facto Alejandro Agustín Lanusse, luego de que el gabinete fuera reestructurado tras un gran paro de la CGT.